# Parafia św. Jana Chrzciciela w Orzeszu
Parafia św. Jana Chrzciciela w Orzeszu – rzymskokatolicka parafia znajdująca się w Orzeszu, w dzielnicy Jaśkowice. Parafia należy do dekanatu Orzesze i archidiecezji katowickiej.

## Historia
Już na początku lat 30. XX w. mieszkańcy Jaśkowic zaczęli starać się w katowickiej kurii biskupiej o zmianę przynależności parafialnej. Jednym z orędowników utworzenia samodzielnej parafii był proboszcz dębieński ks. Teofil Kocurek.
31 sierpnia 1932 roku zakupiono ziemię pod budowę nowego kościoła, który ukończono w 1936. 9 września 1934 roku wmurowano akt erekcyjny pod budowę nowego kościoła. Kamień węgielny pod nowo budujący się kościół został poświęcony przez ks. biskupa sufragana Teofila Bromboszcza. Od 1934 parafia funkcjonowała jako częściowo uzależniona od parafii dębieńskiej. Od 1958 istnieje samodzielna parafia.
14 stycznia 2013 roku o godzinie 22.00, kościół parafialny stanął w płomieniach. Spłonął praktycznie cały dach. Część stropu – nad prezbiterium – spadła. Reszta, choć zamoczona, została uratowana. Od płomieni udało się uchronić wieżę. Z kościoła udało się wynieść wszystko co najcenniejsze.

## Kościół
W kościele znajduje się ołtarz główny z figurą Jana Chrzciciela i historią jego życia oraz dwa ołtarze poboczne św. Barbary i św. Katarzyny. Parafianie ufundowali również dzwony nazwane: Jan Chrzciciel, Maria Panna, Barbara, Katarzyna.
Do parafii w Jaśkowicach należy również pobliska wieś Rybówka położona za lasem, przez którą przebiega granica gminy i powiatu.

## Proboszczowie
- 1938–1940 ks. Teofil Kocurek
- 1940–1945 ks. Maksymilian Dyrbuś
- 1945–1966 ks. Alfons Wolny
- 1966–1985 ks. Paweł Kępka
- 1985–2005 ks. Franciszek Lipa
- od 2005 ks. Ambroży Siemianowski